# Copa Internacional Cafam 50 años
La Copa Internacional Cafam 50 años fue la primera edición del torneo de fútbol internacional que se celebró en el Estadio El Campín de Bogotá, Colombia entre el 23 y 27 de enero de 2008. en este torneo participaron tres equipos colombianos y uno argentino. El campeón fue el América de Cali, que derrotó en la final al anfitrión y organizador Millonarios.

## Equipos participantes
- Millonarios
- Santa Fe
- América de Cali
- Huracán[1]

## Resultados

### Semifinales
| 23 de enero de 2008 20:00 | Santa Fe     | 1:1 (1:0) | América de Cali | Estadio El Campín, Bogotá                               |                                                         |
|                           | Preciado 43' |           | Ramos 88'       | Asistencia: 30.000 espectadores Árbitro(s): Henry Varón | Asistencia: 30.000 espectadores Árbitro(s): Henry Varón |

| Tiros desde el punto penal |  |     |  |          |
| Preciado                   |  | 1:1 |  | González |
| Mosquera                   |  | 1:1 |  | Arango   |
| Toloza                     |  | 2:2 |  | Costas   |
| Arizala                    |  | 2:3 |  | Valencia |
| Vielma                     |  | 3:4 |  | Ramos    |

| 24 de enero de 2008 20:00 | Millonarios                                    | 4:1 (2:1) | Huracán  | Estadio El Campín, Bogotá                                     |                                                               |
|                           | Ciciliano 19', 52' (p) García 27' Castillo 70' |           | Arano 1' | Asistencia: 25.000 espectadores Árbitro(s): Francisco Peñuela | Asistencia: 25.000 espectadores Árbitro(s): Francisco Peñuela |

### Tercer lugar
| 26 de enero de 2008 18:00 | Santa Fe                                  | 3:0 (1:0) | Huracán | Estadio El Campín, Bogotá                                  |                                                            |
|                           | Preciado 17' (p) Valoyes 54' Mosquera 59' |           |         | Asistencia: 10.000 espectadores Árbitro(s): Miguel Guevara | Asistencia: 10.000 espectadores Árbitro(s): Miguel Guevara |

### Final
| 27 de enero de 2008 15:30 | Millonarios | 0:1 (0:0) | América de Cali | Estadio El Campín, Bogotá                                 |                                                           |
|                           |             |           | Tejada 92'      | Asistencia: 34.000 espectadores Árbitro(s): Wilmer Roldan | Asistencia: 34.000 espectadores Árbitro(s): Wilmer Roldan |

| Colombia                |
| Campeón América de Cali |
| 1.er título             |

## Distinciones individuales
- Goleador de la Copa: Léider Preciado (2 goles) - Santa Fe
- Mejor Jugador de la Copa: Pablo Armero - América de Cali